# 瑪麗安·安德森
瑪麗安·安德森（英語：Marian Anderson，1897年2月27日—1993年4月8日）是一位美國女低音歌唱家。安德森是二十世紀最著名的歌手之一。音樂評論家艾倫·布萊思指：「她的聲音是一種豐富，充滿活力的內在美的女低音。」她主要是於1925年至1965年期間在主要音樂場所和美國和歐洲著名樂團的音樂會和獨奏音樂會上演出。雖然獲許多重要的歐洲歌劇公司邀請，但安德森拒絕了，因為她沒有接受過表演訓練，她認為只在演唱會和演奏會演出就好了。然而，她曾經在她的音樂會和獨奏會上表演歌劇詠嘆調。她製作了許多錄音，反映了她表演曲目的廣泛性：從音樂會文學到藝術歌曲，歌劇到傳統美國歌曲和聖歌。1940年至1965年間，德裔美國鋼琴家弗朗茨·魯普是她的常駐伴奏者。
在二十世紀中葉，安德森成為黑人藝術家在美國克服種族偏見的鬥爭中的重要人物。1939年，美國革命女兒會（DAR）拒絕允許安德森在憲法大廳向混合觀眾表演唱歌，這一事件使安德森成為國際社會關注的焦點，對於古典音樂家來說這是很罕有的。1939年4月9日復活節星期日，在第一夫人埃莉諾·羅斯福和她的丈夫富蘭克林·羅斯福的幫助下，安德森在華盛頓特區的林肯紀念堂的台階上舉行了一場廣受好評的露天音樂會，這次表演有超過75,000人的現場觀眾和數百萬的電台觀眾。安德森繼續跨過美國黑人藝術家的障礙，在1955年1月7日成為在紐約大都會歌劇院演出的第一個黑人。她唯一一次在舞台上演唱歌劇角色是他在大都會歌劇院，演出朱塞佩·威爾第的《化妝舞會》中的奧里卡（英語：Ulrica）。
安德森曾經擔任聯合國人權事務委員會的代表多年，並擔任美國國務院的「親善大使」，在世界各地舉辦音樂會。她在20世紀60年代是參加了民權運動，於1963年在向華盛頓進軍活動中演唱。安德森獲得了眾多獎項和榮譽，1963年獲得總統自由勳章，1977年獲得國會金質獎章，1978年獲得肯尼迪中心榮譽獎，1986年獲得国家艺术奖章，1991年獲得格萊美終身成就獎。

## 外部連結
- Marian Anderson在互联网电影资料库（IMDb）上的資料（英文）
- International Jose Guillermo Carrillo Foundation （页面存档备份，存于）
- The singer's former practice studio, now the Marian Anderson Studio, relocated to the Danbury Museum and Historical Society
- Metropolitan Opera performances （页面存档备份，存于） (MetOpera database)
- 在Find a Grave上的瑪麗安·安德森
- 短片 Army-Navy Screen Magazine, No. 41 (Reel 2) (1944) 可在互联网档案馆自由下载
- Marian Anderson Biography （页面存档备份，存于）, Sophia Smith Collection （页面存档备份，存于）, Smith College.
- Marian Anderson papers, Kislak Center for Special Collections, Rare Books and Manuscripts, University of Pennsylvania （页面存档备份，存于）
- Marian Anderson supplementary records, Kislak Center for Special Collections, Rare Books and Manuscripts, University of Pennsylvania
- FBI file on Marian Anderson